# Таганская улица (Екатеринбург)
Улица Таганская — улица в жилом районе (микрорайоне) «Эльмаш» Орджоникидзевского административного района Екатеринбурга.

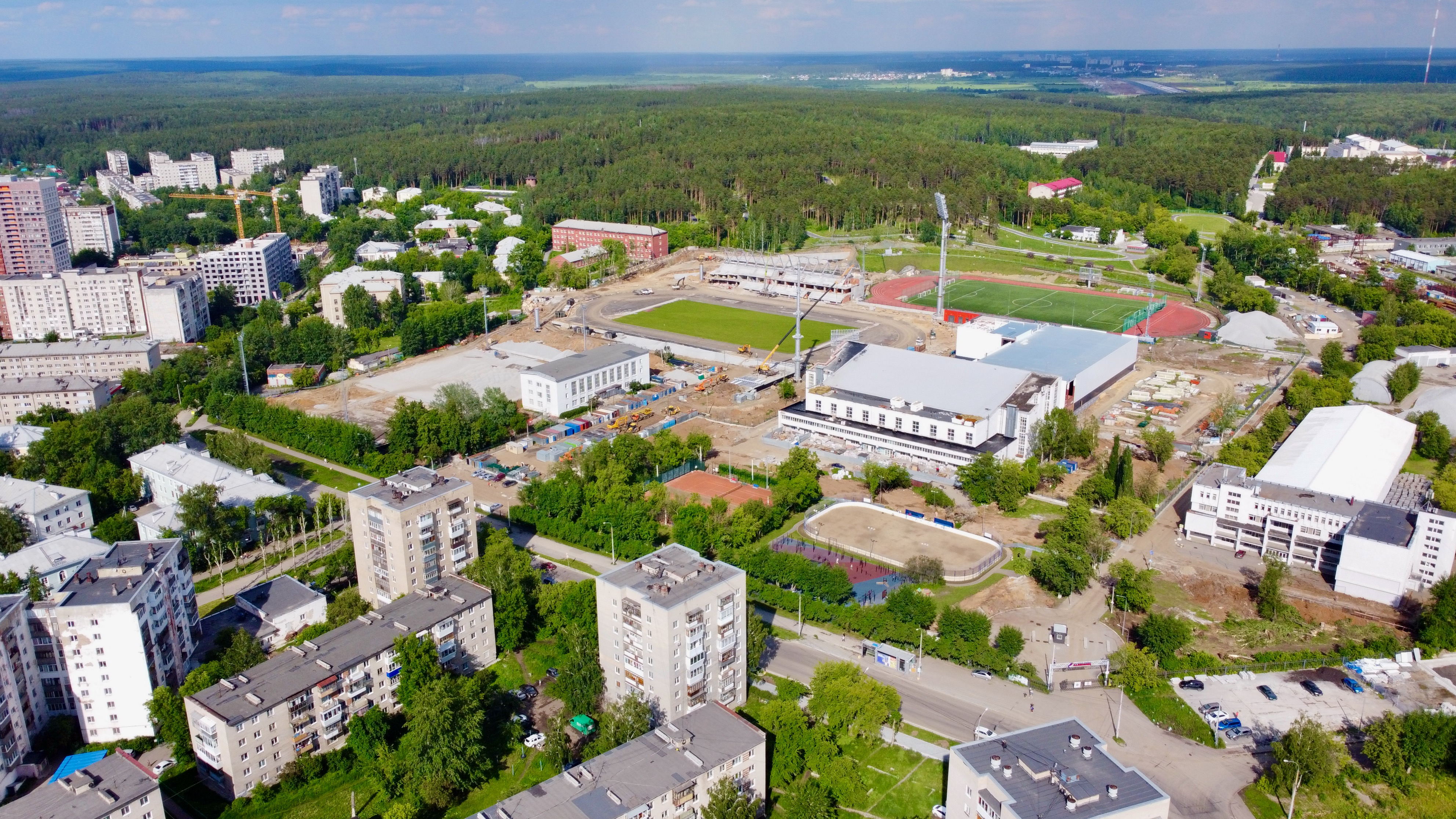
Спорткомплекс «Калининец»

## Расположение
Улица проходит с севера на юг от улицы Краснофлотцев до улицы Совхозная, параллельно Шефской.
Протяжённость улицы составляет около 2 километров. Ширина проезжей части — около 14 м (по две полосы в каждую сторону движения).

## История
В начале 1990-х годов на Таганской улице строились несколько домов, предназначавшихся, со слов представителей городской администрации, ветеранам-афганцам, стоявшим в очереди на получение жилья. Летом 1992 года появилась информация о том, что квартиры выставлены на продажу, после чего 23 июня 1992 года 700 бывших афганцев захватили около 400 квартир в домах № 55 и 57, обнесли дворы колючей проволокой и выставили блокпосты на въездах. Такая оборона продолжалась около полутора месяцев. В результате администрация города пошла на уступки и выдала ветеранам ордеры на обещанные квартиры.
События 1992 года легли в основу романа Алексея Иванова и снятого по его мотивам одноимённого телесериала.

## Транспорт
По всей протяжённости проезжей части движение двухстороннее.

### Наземный общественный транспорт
Улица является важной улицей районного значения. По улице осуществляется троллейбусное (маршрут № 16) и автобусное (маршруты № 08, № 09, № 053) движение. У пересечения с улицей Фрезеровщиков находится троллейбусное кольцо (конечная маршрутов № 13 и № 16), в 2021 году троллейбусные маршруты были объединены в единый № 33.

## Достопримечательности
- Спортивно-оздоровительный комплекс «Калининец».